# プラネット・ウェイヴズ
『プラネット・ウェイヴズ』（Planet Waves）は、ボブ・ディランがアサイラム・レーベルに移籍し1974年にリリースした14枚目スタジオ・アルバム。初めてビルボード200チャートで1位となり、全英アルバム・チャートで最高7位を記録した。RIAAによりゴールド・ディスクに認定されている。
初回盤裏ジャケットには、ディラン自身のライナーノーツが載せられていた。表紙の絵は、ディランの作品である。

## 解説

### 概要
アルバム・タイトルは当初、「ラブソングス」「セレモニー・オブ・ザ・ホースマン」などが予定されていたが、親友のビート詩人であるアレン・ギンズバーグの作品からヒントを得たのと、ディラン自身が凝っていた占星術により「プラネット・ウェイヴズ」となった。旧知のザ・バンドを初めてアルバム全曲のバックにつけた（「ウエディング・ソング」を除く）。ディラン初のアルバム売上全米第1位を上げたが、1年も足らずにディランが古巣のコロムビア・レーベルに戻ったため、本国ではあえなく廃盤。1977年にコロムビアより再発売されるまではカットアウト盤やワゴンセールなどでしか出回らなかった。このアルバム発売と同時に、ディランとザ・バンドは全米ツアーを挙行し、8年ぶりのコンサート・ツアーということで話題を集めた。

### 楽曲
「ゴーイング・ゴーイング・ゴーン」は Brooke Benton の同名異曲 "Going, Going, Gone" の決めフレーズをそのまま流用したもの。
「こんな夜に」のフレーズ"Let the Four Winds Blow"は、ファッツ・ドミノの楽曲のタイトルから。

## 収録曲
全曲ボブ・ディラン作詞・作曲

### Side 1
1. こんな夜に - On a Night Like This – 2:57
2. ゴーイング・ゴーイング・ゴーン - Going, Going, Gone – 3:27
3. タフ・ママ - Tough Mama – 4:17
4. ヘイゼル - Hazel – 2:50
5. 君の何かが - Something There is About You – 4:45
6. いつまでも若く（スロー） - Forever Young – 4:57

### Side 2
1. いつまでも若く - Forever Young – 2:49
2. 悲しみの歌 - Dirge – 5:36
3. 天使のような君 - You Angel You – 2:54
4. さよならと云わないで - Never Say Goodbye – 2:56
5. ウェディング・ソング - Wedding Song – 4:42

## アウトテイク
1973年6月に録音された「いつまでも若く」のデモ・バージョンが、『バイオグラフ』（1985年）に、11月2日のセッションで録音された「ノーバディ・エクセプト・ユー」が『ブートレッグ・シリーズ第1～3集』（1991年）に収録されている。

## パーソネル

### 参加ミュージシャン
- ボブ・ディラン - ギター、ハーモニカ、キーボード、ボーカル
- ロビー・ロバートソン - ギター、ベース・ギター
- リック・ダンコ - ベース・ギター、フィドル、ボーカル
- ガース・ハドソン - キーボード、オルガン、ピアノ、アコーディオン、サキソフォン
- リチャード・マニュエル - ピアノ、キーボード、ドラムス
- レヴォン・ヘルム - ドラムス、マンドリン、ボーカル

### 制作スタッフ
- ロブ・フラボニ(Rob Fraboni) - プロデューサー＆エンジニア
- Nat Jeffery - アシスタント・エンジニア
- ロビー・ロバートソン - スペシャル・アシスタント
- David Gahr - フォトグラフィ
- Joel Bernstein - フォトグラフィ

## リリース
日本
2004年、再発CDがオリコン・チャートで最高279位を記録した。
| 日付           | レーベル                         | フォーマット | カタログ番号 | 付記                                                 |
| -------------- | -------------------------------- | ------------ | ------------ | ---------------------------------------------------- |
| 1974年         | アサイラム／ワーナー・パイオニア | LP           | P-8420Y      | 『プラネット・ウェイヴ』表記                         |
| 1982年         | CBSソニー                        | LP           | 25AP 2347    |                                                      |
| 1991年12月1日  | ソニー                           | CD           | SRCS 6164    | NICE PRICE LINE                                      |
| 2003年11月19日 | ソニー                           | SACD HYBRID  | MHCP-10009   | デジタル・リマスター                                 |
| 2004年9月23日  | ソニー                           | CD           | MHCP-376     | 2003年デジタル・リマスター、紙ジャケ、完全生産限定盤 |
| 2005年9月21日  | ソニー                           | CD           | MHCP-810     | 2003年デジタル・リマスター                           |
| 2009年9月30日  | ソニー                           | Blu-spec CD  | SICP-20224   |                                                      |
| 2014年4月23日  | ソニー                           | CD           | SICP-30489   | 2003年デジタル・リマスター、紙ジャケット仕様         |